# Alexandre Laemlein
Alexandre Laemlein (* 9. Dezember 1813 in Hohenfeld (Kitzingen); † 27. April 1871 in Pontlevoy, Département Loir-et-Cher) war ein französischer Maler und Lithograf deutscher Herkunft. 

## Leben
Alexandre (Alexander) Laemlein kam 1823, im Alter von gerade einmal zehn Jahren, zusammen mit seinem Onkel, dem Schachspieler Aaron Alexandre, nach Paris. Vor 1828 erhielt er dort eine erste Ausbildung in einer Radierwerkstatt, bevor er ab dem 31. März 1829 an der École des Beaux-Arts bei Jean-Baptiste Regnault Malerei studierte. Nach dem Tod von Regnault, setzte Laemlein sein Studium 1830 bei François-Édouard Picot fort. In diesen Kreisen machte er auch die Bekanntschaft mit Jean Alaux, mit dem er bis 1839 immer wieder kleinere Studienreisen unternahm. Zwischen 1835 und 1839 war Laemlein an der Restauration der Galerie Henri II in Fontainebleau durch Alaux beteiligt.
Unter König Louis-Philippe I. wurde Laemlein am 9. Juli 1835 die französische Staatsbürgerschaft erteilt. 
Durch die Unterstützung seiner Lehrer konnte Laemlein 1836 erstmals an der jährlich stattfindenden Ausstellung des Salon de Paris teilnehmen und eines seiner Werke wurde in diesem Jahr mit einem 3. Preis ausgezeichnet. In den folgenden Jahren bis 1870 beschickte er dann regelmäßig den Salon, wobei er in den Jahren 1841, 1843 und 1859 jeweils durch Medaillen für im Salon ausgestellte Werke ausgezeichnet wurde.
1855 betraute die École spéciale de dessin de Paris Laemlein mit einem Lehrauftrag. Zu seinen wichtigsten Schülern dort zählten Armand Berton und Lazar Meyer. 
Am 27. April 1871 starb Alexandre Laemlein in Pontlevoy und fand dort auch seine letzte Ruhestätte.

## Werke (Auswahl)
Ölgemälde
- Vision de Zacharie
- Le reveil d’Adam.
- La musique.
- Diane et Endymion.
- Les amours des anges.

+ L’échelle de Jacob. 
Porträts
- Philippe d’Artois.
- Jean Sans-Peur.
- Jacques Offenbach.
- Raymond du Puy.
- Philipp III.
- Jean II. Le Maigre.